# Théorème de Napoléon

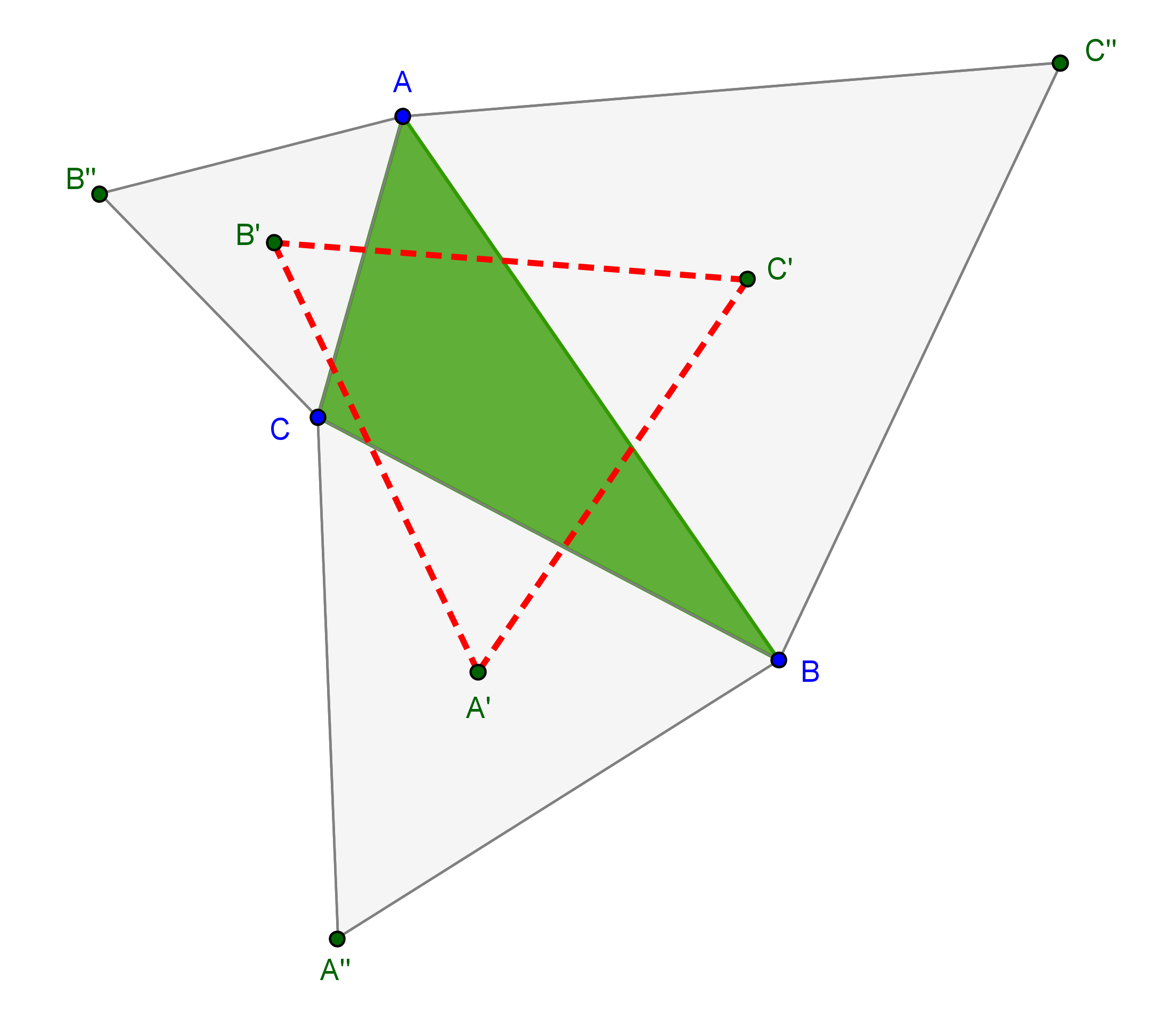
ABC est un triangle quelconque et A', B', C' sont les centres des triangles équilatéraux construits extérieurement sur les côtés de ABC. Alors A'B'C' est un triangle équilatéral, nommé triangle de Napoléon extérieur.

Le théorème de Napoléon est un théorème de géométrie portant sur des triangles équilatéraux construits à partir d'un triangle quelconque.
Bien qu'il soit traditionnellement attribué à Napoléon Bonaparte (d'où le nom du théorème), il n'y a pas de preuve tangible qu'il soit effectivement l'auteur du théorème. L'énoncé apparaît en effet en 1825 dans la revue The Ladies' Diary (en),,,, soit quatre ans après la mort de l'empereur. Le nom de Napoléon attribué à ce théorème apparaît pour la première fois en 1911 dans un ouvrage mathématique italien ; l'auteur y affirme que le problème a été posé par Napoléon à Lagrange sans autre précision,, ; il est possible qu'il s'agisse d'une confusion avec le problème de Napoléon, pour lequel on dispose de témoignages assez fiables.

## Énoncé
Théorème de Napoléon — Si nous construisons trois triangles équilatéraux à partir des côtés d'un triangle quelconque, tous à l'extérieur ou tous à l'intérieur, les centres de ces triangles équilatéraux forment eux-mêmes un triangle équilatéral.
Remarques :
- Par « extérieur », il faut par exemple entendre qu'avec les notations de notre figure et un repère orienté, les triangles ABC et ABZ sont de sens opposés (ici ABC est dans le sens trigonométrique et ABZ dans le sens anti-trigonométrique), idem pour les deux autres. Dans le cas « intérieur », ils seraient de même sens.
- Pour un triangle équilatéral, par « centre » il faut comprendre centre de gravité c'est-à-dire isobarycentre, intersection des trois médianes, confondu avec l'orthocentre ou les centres des cercles inscrit et circonscrit.

## Démonstration

### Engéométrie classique

Figure du théorème de Napoléon.

Les triangles MCL et ACX sont semblables, avec un rapport de √3. En effet, CA/CM = √3 = CX/CL et les angles MĈL et AĈX sont égaux. Ou dans un langage plus moderne : par la similitude directe (composée d'une homothétie et d'une rotation) de centre C, d'angle ±30 degrés (dans le sens approprié) et de rapport √3, les points M et L deviennent respectivement les points A et X.
D'où il résulte que la longueur du segment AX est égale à √3 fois celle de ML.
En appliquant le même raisonnement aux triangles NBL et ABX, on montre que la longueur de AX est aussi égale à √3 fois celle de NL. Ainsi, ML et NL ont même longueur.
On démontre de même – par comparaison avec BY – que LM et NM ont même longueur.
En conclusion : NL = ML = NM et le triangle MNL est équilatéral.

### Avec les nombres complexes
On notera {\displaystyle \mathrm {j} =\mathrm {e} ^{\mathrm {i} {\frac {2\pi }{3}}}} (notation usuelle) et on utilisera les notations de la figure.
On munit le plan complexe d'un repère orthonormé direct. Soient a, b, c, l, m et n les affixes respectives des points A, B, C, L, M et N dans ce repère.
Par construction, A est l'image de B par la rotation de centre N et d'angle {\displaystyle \textstyle {+{\frac {2\pi }{3}}}}, ce qui se traduit par :
De même :
On en déduit :
Comme, par définition, on a {\textstyle {{\frac {1}{\mathrm {j} }}+1+\mathrm {j} =0}} et {\displaystyle \mathrm {j} ^{3}=1}, alors :
{\displaystyle {\begin{aligned}(1-\mathrm {j} )(m-n)&=(-1-\mathrm {j} )a+jb+c\\&=\mathrm {j} ^{2}a+\mathrm {j} ^{4}b+\mathrm {j} ^{3}c\\&=-\mathrm {j} ^{2}[-a+(1+\mathrm {j} )b-\mathrm {j} c]\\&=-\mathrm {j} ^{2}[(b-\mathrm {j} c)-(a-\mathrm {j} b)]\\&=-\mathrm {j} ^{2}(1-\mathrm {j} )(l-n)\end{aligned}}}
En divisant par (1 – j) on obtient {\displaystyle (m-n)=-\mathrm {j} ^{2}(l-n)=\mathrm {e} ^{\mathrm {i} {\frac {\pi }{3}}}(l-n)}.
Le point M est l'image de L par la rotation de centre N et d'angle {\displaystyle \textstyle {+{\frac {\pi }{3}}}} donc NLM est un triangle équilatéral direct.
Remarque : cette démonstration reste valable dans le cas des triangles « intérieurs » en changeant quelques signes.

## Lemmes
Lemme 1 — Les centres de gravité du triangle de départ ABC et du triangle final LMN coïncident.
Ce lemme peut être facilement démontré en reprenant les notations de la démonstration avec les nombres complexes :
{\displaystyle {\begin{aligned}(1-\mathrm {j} )(n+l+m)&=a-jb+b-jc+c-ja\\&=(1-\mathrm {j} )(a+b+c)\end{aligned}}}
d'où l'égalité pour les affixes des barycentres {\displaystyle {\tfrac {n+l+m}{3}}={\tfrac {a+b+c}{3}}}
Lemme 2 — La différence entre l'aire du triangle final « extérieur » LMN et l'aire du triangle final « intérieur » L1M1N1 est égale à l'aire du triangle de départ ABC.
On reprend les notations précédentes, pour le triangle « intérieur » (remarquons au passage que le point N1 est le symétrique du point N par rapport au segment de droite AB) ; on obtient alors :
{\displaystyle (1-\mathrm {j} )n_{1}=b-\mathrm {j} a}
{\displaystyle (1-\mathrm {j} )l_{1}=c-\mathrm {j} b}
{\displaystyle (1-\mathrm {j} )m_{1}=a-\mathrm {j} c}
et sachant que l'aire d'un triangle équilatéral de côté a peut être obtenu par : {\displaystyle {\mathcal {A}}={\frac {\sqrt {3}}{4}}a^{2}} et que {\displaystyle z{\overline {z}}=\left|z\right|^{2}}, calculons la différence :
{\displaystyle {\begin{aligned}{\mathcal {A}}&={\frac {\sqrt {3}}{4}}\left[(l-n){\overline {(l-n)}}-(l_{1}-n_{1}){\overline {(l_{1}-n_{1})}}\right]\\&={\frac {\sqrt {3}}{4}}{\frac {1}{(1-\mathrm {j} ){\overline {(1-\mathrm {j} )}}}}\left\{\left[(b-a)-\mathrm {j} (c-b)\right]\left[{\overline {(b-a)}}-\mathrm {j} ^{2}{\overline {(c-b)}}\right]-\left[(c-b)-\mathrm {j} (b-a)\right]\left[{\overline {(c-b)}}-\mathrm {j} ^{2}{\overline {(b-a)}}\right]\right\}{\text{ car }}{\overline {\mathrm {j} }}=\mathrm {j} ^{2}\\&={\frac {1}{4{\sqrt {3}}}}\left\{2\mathrm {j} (b-a){\overline {(c-b)}}-(c-b){\overline {(b-a)}}-2\mathrm {j} (c-b){\overline {(b-a)}}+(b-a){\overline {(c-b)}}\right\}\end{aligned}}}
en développant et en sachant que {\displaystyle \mathrm {j} ^{2}=-1-\mathrm {j} .}
Comme {\displaystyle 2\mathrm {j} =-1+\mathrm {i} {\sqrt {3}}} il vient :
{\displaystyle {\begin{aligned}{\mathcal {A}}&={\frac {1}{4{\sqrt {3}}}}\left\{\mathrm {i} {\sqrt {3}}(b-a){\overline {(c-b)}}-\mathrm {i} {\sqrt {3}}(c-b){\overline {(b-a)}}\right\}\\&={\frac {1}{4\mathrm {i} }}\left\{(c-b){\overline {(b-a)}}-(b-a){\overline {(c-b)}}\right\}\end{aligned}}}
Le résultat précédent est bien l'aire (algébrique) du triangle dont les affixes des sommets sont a, b et c.

## Généralisation

Théorème de Napoléon généralisé : les triangles ABC', CA'B, B'CA et B"A"C" sont directement semblables

La propriété se généralise à trois triangles quelconques (ABC'), (B'CA) et (CA'B) construits sur les côtés du triangle (ABC), directement semblables, le triangle formé alors par les centres de gravité des trois triangles est semblable à ceux-ci.

## Hommage
L'artiste plasticienne Esther Ferrer a réalisé dans les années 1980 une série sur les triangles de Napoléon,